# ابروزردک کوچک
ابروزردک کوچک (نام علمی: Elaenia chiriquensis) نام یک گونه از سرده ابروزردک است.